# Gabriel Domaradzki
Gabriel Domaradzki herbu Gryf – poseł na sejm koronacyjny 1574 roku z ziemi sanockiej.